# Alexandre Ozanne
Alexandre Ozanne, né le 29 novembre 1828 à Bonnebosq et mort le 18 novembre 1888 à Dax, est un architecte français. 
Actif de 1859 à 1888, il est architecte départemental des Landes de 1859 à 1879. Il dirige la construction ou la restauration de nombreux édifices du département, notamment des églises.

## Biographie
Alexandre Ozanne naît le 29 novembre 1828 à Bonnebosq, dans le Calvados. Il est le fils de Célestin Ozanne, médecin, et de Florentine Prévost. Il étudie à Rouen puis à Paris au sein de l'École centrale des arts et manufacture. Il devient ingénieur civil des ponts et chaussées à Condom, où il épouse Jeanne-Mathilde Brousse, puis à Bordeaux, où elle meurt le 17 juillet 1858 en donnant naissance à leur fille, Mathilde-Isabelle. Il postule pour devenir architecte départemental des Landes, poste qu'il occupe de 1859 à 1879. Il fait partie de la première génération d'architectes établis à Dax, et il est un des inventeurs du styles des « villas dacquoises ». 
Il s'installe à Mont-de-Marsan puis à Saint-Vincent-de-Xaintes. Il épouse Anne-Marie Mène, fille d'un notaire dacquois, le 25 février 1862. Ils ont deux filles : Marie-Amélie-Célestine en 1863 et Marie-Marguerite-Charlotte-Gabrielle en 1866. À Saint-Vincent-de-Xaintes, sa Maison de maître de Gochan (aussi nommée Maison Capcazalière du Gros), rue de l'église, est caractérisée par deux tours carrées encadrées par une galerie et une serlienne. Il y meurt le 18 novembre 1888,. Il est inhumé dans le tombeau familial du cimetière Saint-Pierre de Dax, érigé à sa mort. La série O des archives départementales des Landes regroupe des plans et projets d’Alexandre Ozanne, réalisés ou non (Église Saint-Savin de Larrivière, Église Saint-Sigismond de Bordères, etc.).

## Réalisations
En tant qu'architecte départemental, il dirige l'entretien et la construction des bâtiments dépendants du conseil départemental, comme le lycée Victor-Duruy) et des diocèses d'Aire et de Dax (école chrétienne de Saint-Sever). Il restaure et agrandit de nombreuses églises dans le département. En association avec Gustave Alaux, il dessine les plans des églises de Mugron et de Morcenx. Il restaure l'abbaye Notre-Dame de Maylis et le couvent des Jacobins de Saint-Sever. À la demande de Napoléon III, il fait construire l'église Sainte-Eugénie de Solférino, qui sert de modèle à l'église Sainte-Eulalie d'Angoumé. Il est l'auteur des plans des halles de Dax (1883) et de Biarritz (1885).
La base Mérimée et l’inventaire du patrimoine de Nouvelle-Aquitaine recensent de nombreux bâtiments construits, rénovés ou agrandis par Alexandre Ozanne, :
- Églises :
  - Église Sainte-Quitterie de Gastes (1860) : construction du clocher-porche ;
  - Église Saint-Jean-Baptiste de Laluque (1860-1865) : restauration et agrandissement ;
  - Église Saint-Laurent de Mugron (1860-1866) : construction ;
  - Église Saint-Étienne de Soorts (1861) : construction du clocher ;
  - Église Saint-Pierre de Souprosse (1861-1864) : construction ;
  - Église Saint-Jean-Baptiste de Mézos (1862-1874) : construction du bas-côté nord ;
  - Église Saint-Roch de Carcen : (1863-1867) : reconstruction ;
  - Église Saint-Jean-Baptiste de Luxey (1864-1876) : reconstruction ;
  - Église Saint-Georges de Saint-Geours-d'Auribat (1865-1872) : construction ;
  - Église de Saint-Paul-en-Born (1866) : agrandissement ;
  - Église Saint-Barthélemy de Poyanne (1866-1869) : construction ;
  - Église Saint-Pierre de Beylongue (1868) : restauration ;
  - Abbaye Notre-Dame de Maylis (1868-1877) : construction ;
  - Église Saint-Jacques-le-Majeur de Saint-Yaguen (1869-1871) : agrandissement ;
  - Église Saint-André de Seignosse (1871) : clocher surélevé et sacristie rebâtie ;
  - Église Saint-Pierre de Cassen (1873-1874) : reconstruction ;
  - Église Sainte-Eulalie de Sainte-Eulalie-en-Born (1875-1878) : restauration ;
  - Église Saint-Martin d'Urgons (1877-1880) : agrandissement ;
  - Église Saint-Pierre de Gamarde-les-Bains (1880-1881) : construction ;
  - Église Saint-Barthélemy de Rion-des-Landes (????) : finitions ;
  - Église Sainte-Catherine de Montaut (????) : ? ;
  - Église Saint-Jean-Baptiste de Ponson (????) : ?.
- Autres :
  - Lycée Victor-Duruy (1860-1866) : participation à la construction ;
  - Cimetière de Laluque (1863) : construction ;
  - École congréganiste de frères des écoles chrétiennes de Saint-Sever (1867) : construction ;
  - Couvent des Jacobins de Saint-Sever (1867) : réaménagement ;
  - Ancienne mairie, salle de musique municipale dite salle René-Cuzacq (1872-1873) : construction.